# Jahr-2010-Problem
Das Jahr-2010-Problem (auch 2010-Bug) bezeichnet mehrere, in unterschiedlichen Computeranwendungen zur Jahreswende 2009/2010 aufgetretene Softwarefehler.

## Bekanntgewordene Beispiele
- Die breiteste öffentliche Aufmerksamkeit verursachte ein Fehler in der Programmierung diverser Debit- und Kreditkarten, der mehr als 30 Millionen Karten zeitweilig funktionsunfähig machte. Die Verantwortung für diesen Fehler hat die niederländische Firma Gemalto übernommen.[1] Das Problem wurde zwischenzeitlich durch eine Umstellung der Terminals gelöst, dahingehend, dass nicht der EMV-Chip, sondern der eigentlich veraltete Magnetstreifen gelesen wurde.[2] Sparkassen und andere Banken erklärten sich bereit, die den Bankkunden durch den Ausfall entstandenen Kosten (beispielsweise bei Auslandsüberweisungen für Urlauber) zu erstatten.[3]
- In Australien wurden die Geldausgabeautomaten der Bank of Queensland durch einen Fehler lahmgelegt, der zu einem aktuellen Datum im Jahr 2016 führte, wodurch Kundenkarten als „abgelaufen“ betrachtet wurden.[4]
- Ein Fehler des Spamfilters SpamAssassin führte dazu, dass viele nach dem 31. Dezember 2009 versandte Mails fälschlicherweise als Spam klassifiziert wurden. Betroffen waren u. a. die Maildienste GMX und 1&1.[5] Ursache war eine fehlerhafte Regel.[6]
- Kurznachrichten von Smartphones mit dem Microsoft-Betriebssystem Windows Mobile 6.1 und 6.5 gaben seit dem 1. Januar 2010 als Versendedatum ein Datum im Jahr 2016 an.[7]
- Ein Problem gab es auch für Anwender der ERP-Software von SAP. Bei Spool-Einträgen wurde das Verfallsdatum falsch berechnet.[8]
- Ein Fehler des Endpoint Protection Managers von Symantec, einer Sicherheitssoftware für Firmenkunden, führte dazu, dass Aktualisierungen von Virendefinitionen mit Datum im Jahr 2010 als out of date klassifiziert wurden.[7]
- Bei den Newton-PDAs von Apple führte ein Integer-Überlauf bei der Datumsberechnung für Daten nach dem 5. Januar 2010, 18:48:31 Uhr dazu, dass Alarmmeldungen sich in einer Endlosschleife wiederholten.[9]

Das Jahr-2010-Problem trat unerwartet auf, daher nahm die Behebung einige Zeit in Anspruch. Im Gegensatz dazu sind bei dem medial stark begleiteten Jahr-2000-Problem („Millennium-Bug“) Komplikationen weitgehend ausgeblieben bzw. konnten rasch behoben werden. Grund dafür dürften vor allem die im Vorfeld des Jahreswechsels 1999/2000 vorhergesagten Katastrophenszenarien sein, welche zu einer aufwändigen Vorbereitung der Softwarehersteller und -anwender beitrug.

## Ursachen
Bei verschiedenen Systemen, insbesondere den EC-Karten, kommt zur Speicherung von Jahreszahlen der BCD-Code zum Einsatz, in dem die Zahlen von 0 bis 9 mit vier Bits dargestellt werden. Die (fehlerhafte) Interpretation einer so gespeicherten zweistelligen Jahreszahl (X'10', binär 0001 0000) als eine 1-Byte-Dualzahl führt zur Verwechslung von 10 und 16.
In anderen Programmen wurde an bestimmten Stellen etwa das Datumsformat 200x erwartet, so dass Daten im Jahr 2010 inkorrekt gehandhabt wurden.